# بیکای
بیکای (به لاتین: Beykeuy) یک منطقهٔ مسکونی در قبرس شمالی است که در ناحیه لفکوشا واقع شده‌است.